# Doumea
Doumea es un género de peces de la familia Amphiliidae en el orden de los Siluriformes.

## Especies
Las especies de este género son:
- Doumea angolensis Boulenger, 1906
- Doumea chappuisi Pellegrin, 1933
- Doumea gracila P. H. Skelton, 2007
- Doumea reidi Ferraris, P. H. Skelton & Vari, 2010
- Doumea sanaga P. H. Skelton, 2007
- Doumea skeltoni Ferraris & Vari, 2014
- Doumea stilicauda Ferraris, P. H. Skelton & Vari, 2010
- Doumea thysi P. H. Skelton, 1989
- Doumea typica Sauvage, 1879